# Mobile home
Pour les articles homonymes, voir Mobile home (homonymie).

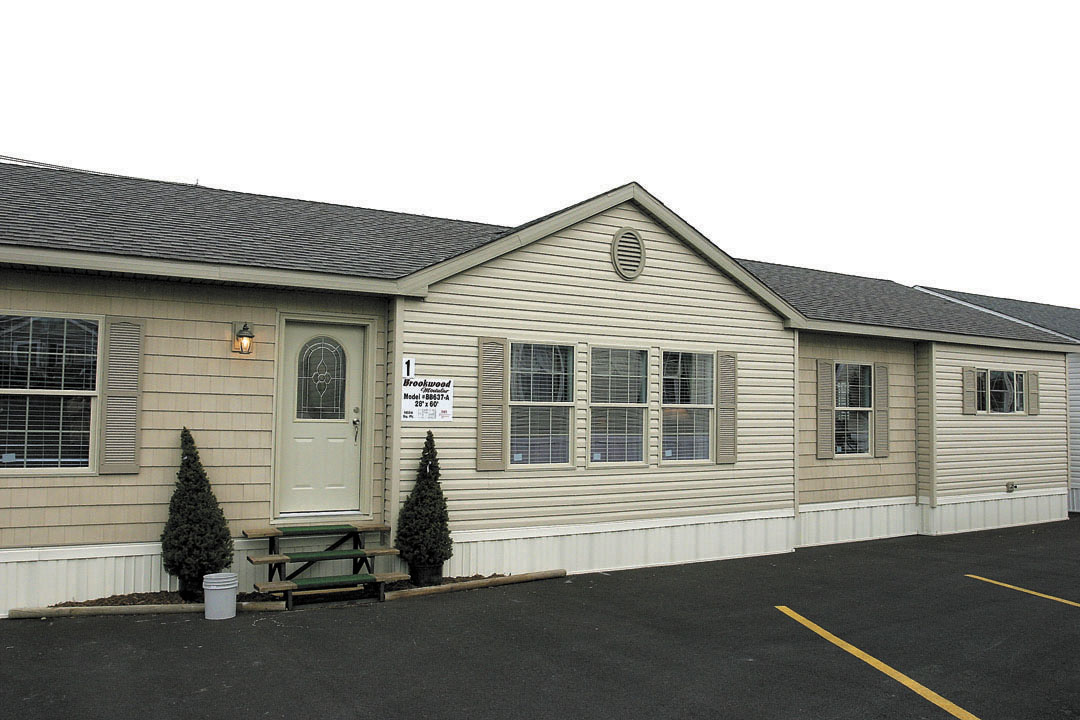
Exemple de maison mobile très commune aux États-Unis en 2011. Bien qu'elle ressemble à une maison ordinaire, la jupe sous la maison cache des essieux.

Une maison mobile,, ou  mobile home, est une habitation de forme rectangulaire pouvant servir de résidence permanente ou secondaire. Elle doit être habitable à longueur d'année, construite sur un châssis remorquable, non sur fondations permanentes, et destinée à être raccordée aux services publics,. 
Bien qu'un parement enveloppe la base de ces maisons, elles reposent sur des roues et sont stabilisées par des pilotis ajustables. Il s'agit ainsi d'une grande caravane construite en usine dont le déplacement sur la voie publique doit être effectué par convoi exceptionnel. Un engin tracteur spécialisé est alors nécessaire à son déplacement vers un site permanent ou semi-permanent.

## Histoire

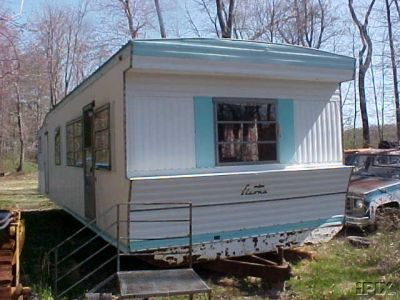
Résidence mobile typique des années 1960 et 1970 en Amérique.

Cette forme d'habitation remonte aux premières années de l'automobile et est dérivée de la caravane conventionnelle. Il s'agissait d'une façon simple d'avoir à peu de frais une maison de campagne temporaire. Les premières maisons mobiles sont ainsi apparues en Grande-Bretagne. Au cours des années 1950, ces roulottes ont commencé à être vendues comme des habitations permanentes en Amérique du Nord. L'argument de vente étant leur faible coût par rapport à la construction d'une maison conventionnelle. Ces roulottes ont pris une forme rectangulaire, plutôt qu'aérodynamique, et étaient faites de panneaux d'aluminium pré-peints pour les différencier des caravanes. Les plus petites pouvaient être amenées au site par une auto mais les plus grosses nécessitaient l'utilisation d'une remorqueuse spécialisée.
Durant les années 1960 et 1970, le volume des maisons mobiles augmenta ce qui les rendit à toute fin pratique « immobiles ». Aujourd'hui, ces habitations sont fabriquées en usine, amenées sur le terrain choisi et y restent de façon permanente. Dans certains États américains et au Canada, les maisons mobiles sont taxées comme des propriétés alors que d'autres les taxent différemment selon le fait que les axes et les roues demeurent en place ou sont enlevés. Dans tous les cas, la maison mobile repose sur des pilotis et est entourée d'une jupe pour cacher le vide sanitaire sous la roulotte.

## Usages variés

### Amérique du Nord
En Amérique du Nord, une telle construction n'est pas à strictement parler réservée aux loisirs. Bien qu'elle puisse être utilisée pour un terrain de camping ou comme résidence de villégiature, la plupart du temps il s'agit d'une demeure permanente stationnée sur un terrain loué ou acheté. Elle peut également servir de bâtiment temporaire dans les chantiers de construction. Selon les règles en vigueur, lorsque le propriétaire veut s'en départir, il peut vendre à un acheteur qui reprendra le terrain ou déménager la maison. 
Il existe deux types principaux de ces maisons : simple et double largeur. Les premières ont jusqu'à 4 mètres de large par 30 mètres de long. Les secondes consistent en deux roulottes mises côte à côte et jointes.
Des communautés entières, installées dans des « trailer parks » (parcs de maisons mobiles), sont très courantes aux États-Unis où plus de 35 000 sont recensées. Les parcs peuvent compter de 5 à plus 1 000 maisons. Ils sont devenus populaires à cause des coûts plus faibles à l'acquisition que ceux d'une maison conventionnelle. Leur population est en général très variée mais il existe plusieurs parcs spécialisés comme les communautés de personnes retraitées dans les États du Sud et les communautés visant la location aux touristes ou au villégiateurs. Les parcs de maisons mobiles sont beaucoup moins populaires au Canada — les maisons mobiles étant en général peu adaptées au climat hivernal —, mais on en rencontre néanmoins. Comme dans toutes les communautés, les locataires sont soumis à des règles ; dans certains cas ils ne peuvent par exemple héberger de visiteurs sans l'autorisation du propriétaire du parc. 
En 2016, vingt millions d'Américains vivaient en mobile homes, dont 23 % de retraités, contre neuf millions en 1975. D'après le journaliste Benoît Bréville, « Ils accueillent des ménages défavorisés dont le revenu médian était en 2011 inférieur de moitié au revenu médian national. Ils font ainsi office de logement social à coût zéro pour les pouvoirs publics, qui n'ont rien à construire, mais à gros profits pour les industriels qui les vendent. »

### Europe

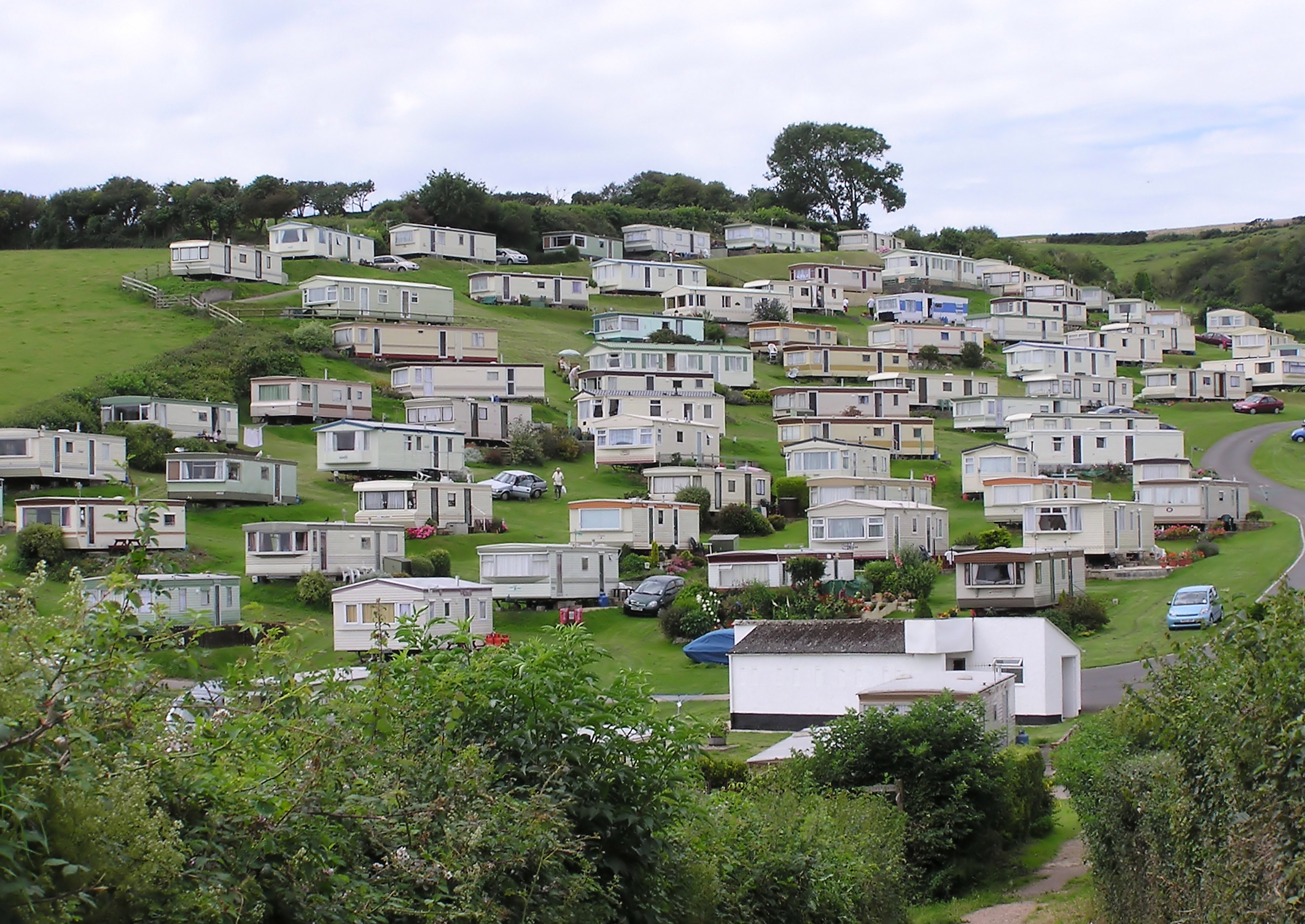
Un parc de « static caravans » au bord d'une falaise à Beer, Devon, Angleterre.

En Europe, l'utilisation permanente de telles roulottes est peu commune. Elles sont surtout utilisées dans les campings et permettent aux personnes aspirant à l'accès à la propriété pour une résidence secondaire de le faire à moindres frais. Ce mode d'hébergement de plein air permet de bénéficier du confort moderne et des infrastructures disponibles dans le camping. 

#### France
En France, la norme AFNOR NF S 56-410, entrée en vigueur le 20 décembre 1999, a donné une définition officielle de la « résidence mobile de loisirs » en clarifiant sa situation juridique.
Les points principaux sont les suivants :
- la surface maximale de la résidence mobile est de 20 m2. Au-delà c'est la réglementation sur les HLL (habitation légère de loisirs) qui doit s'appliquer et un permis de construire sera nécessaire (selon l'Article R421-2 du Code de l'urbanisme) ;
- la résidence mobile doit conserver ses moyens de mobilité (sinon elle devient une HLL) ;
- autrefois destinée uniquement à un terrain de camping ou PRL (parc résidentiel de loisirs) ; depuis la loi ALUR de 2014, il est possible d'installer un mobile home (ou une autre habitation mobile) sur un terrain privé[7],[8]. Le terrain doit être constructible[9].
- depuis la loi ALUR, il est devenu légal d'habiter à l'année donc en tant que résidence principale dans un mobile home si les conditions légales sont respectées[8],[9].
- les accessoires ne doivent pas entraver sa mobilité car elle doit pouvoir être tracté et faire un virage à tout moment sur demande de l'administration ;
- la résidence mobile et ses accessoires ne peuvent occuper plus de 30 % de la surface de l'emplacement [Lequel ?];

Un mobile home sans roues est requalifié par la loi en habitation légère de loisirs.
En fin de vie le mobilhome doit être déconstruit en visant la récupération/valorisation des métaux, plastiques et bois. Il existe en France une REP (responsabilité élargie du producteur), Eco Mobil-Home, issue de la démarche volontaire de six constructeurs de mobil-homes français, créé en février 2011, sans but lucratif, elle regroupe et assume gratuitement les demandes d'enlèvements dans les campings, chez les distributeurs ou particuliers, via des partenaires sélectionnés (transporteurs, déconstructeurs et gestionnaires de déchets). Le système est financé par une éco-contribution (100 euros en 2018) prélevée sur la vente des mobil-homes neufs. La REP cherche aussi à développer l'écoconstruction des mobilhomes pour en facilier la déconstruction durable future .

#### Royaume-Uni
Il y a trois types de caravanes au Royaume-Uni : celles de voyage, les statiques, et les « mobile homes ». Les caravanes statiques correspondent à des maisons mobiles alors que les mobile homes correspondent plus à des maisons préfabriquées en section en usine et assemblées au terrain choisi. Les « static caravans » sont destinées au loisir et peuvent être simples ou doubles, ayant une largeur entre 2,5 et 4 mètres. Elles reposent sur un terrain loué dans un camping ou au bord d'un cours d'eau. La location de ces terrains est régie par les règles de l'Office of Fair Trading.

### Israël

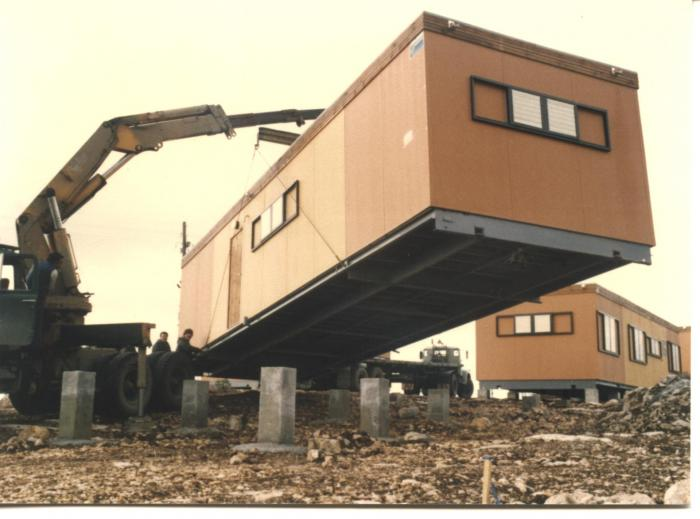
Installations de « mobile-homes » à Mitzpe Hila, Israël, 1982.

Plusieurs colonies israéliennes de peuplement dans les territoires palestiniens ont débuté à l'aide de caravanes (hébreu : קראוואן caravan; pl. קראוואנים, caravanim). Ce sont des constructions métalliques légères et peu isolées. Elles sont raccordées aux services publics et ont souvent un système de chauffage et de climatisation. En 2005, des maisons préfabriquées, appelées « caravillas » (hébreu : קרווילה), ont été utilisées par les familles évincées de la colonie de Gush Katif dans la bande de Gaza. Les caravillas sont formées de sections produites en usine et assemblées sur des fondations permanentes, ce qui n'est plus une maison mobile.

## Dangers
Ces roulottes ou maisons sont très vulnérables au vent et une bonne partie des morts lors du passage des tornades ou d'ouragans se retrouvent dans les zones de maisons mobiles.